# 出町商店街

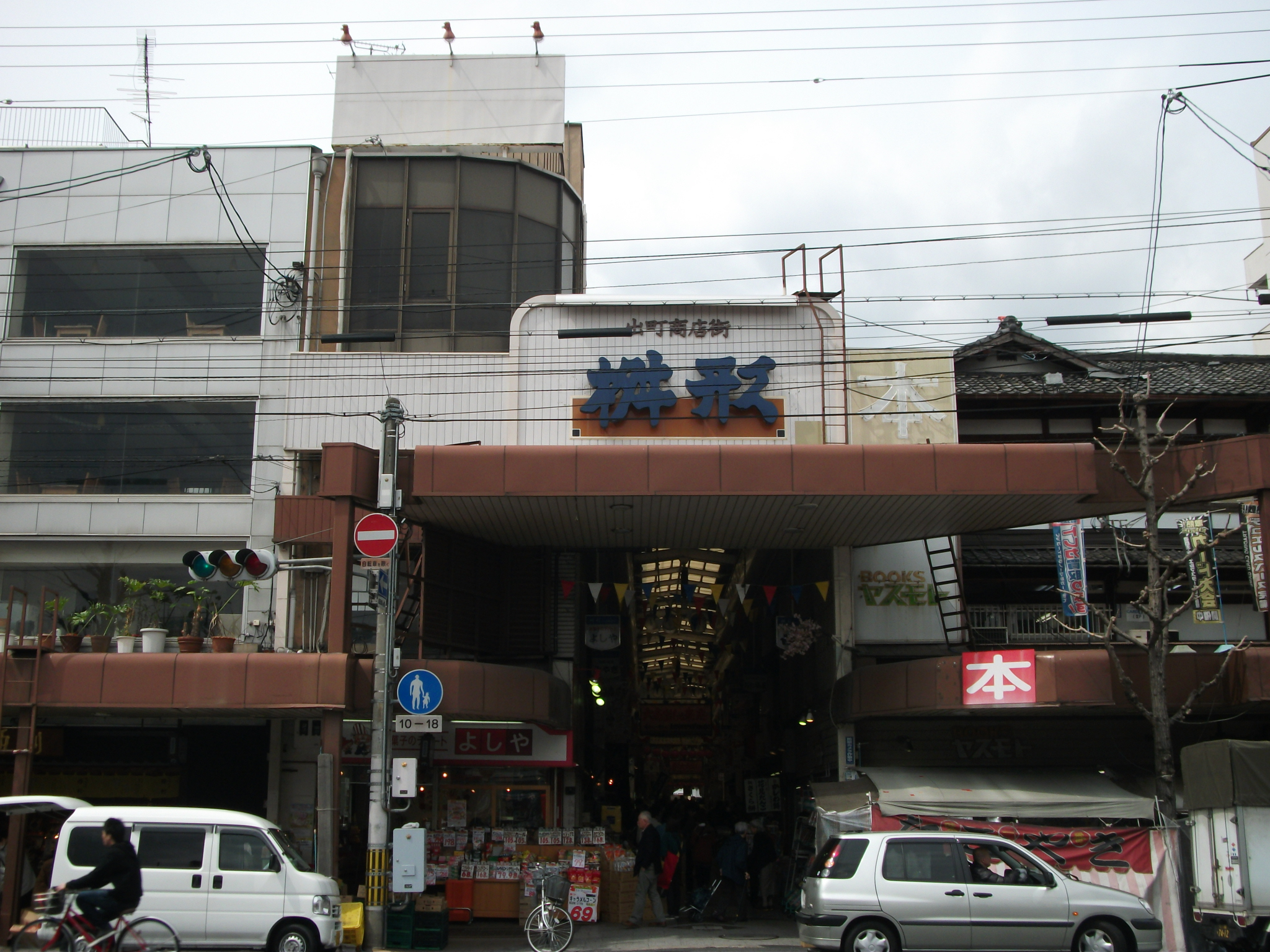
出町桝形商店街の河原町通側のエントランス

出町商店街（でまちしょうてんがい）は、京都府京都市上京区にある商店街である。
食料品店など、地域密着型の店舗が主である。2007年（平成19年）からは、レジ袋の削減などを目標とした「エコ商店街」の取り組みが行われ、2010年（平成22年）には出町商店街振興組合が第8回京都環境賞奨励賞を受賞した。

## 地理

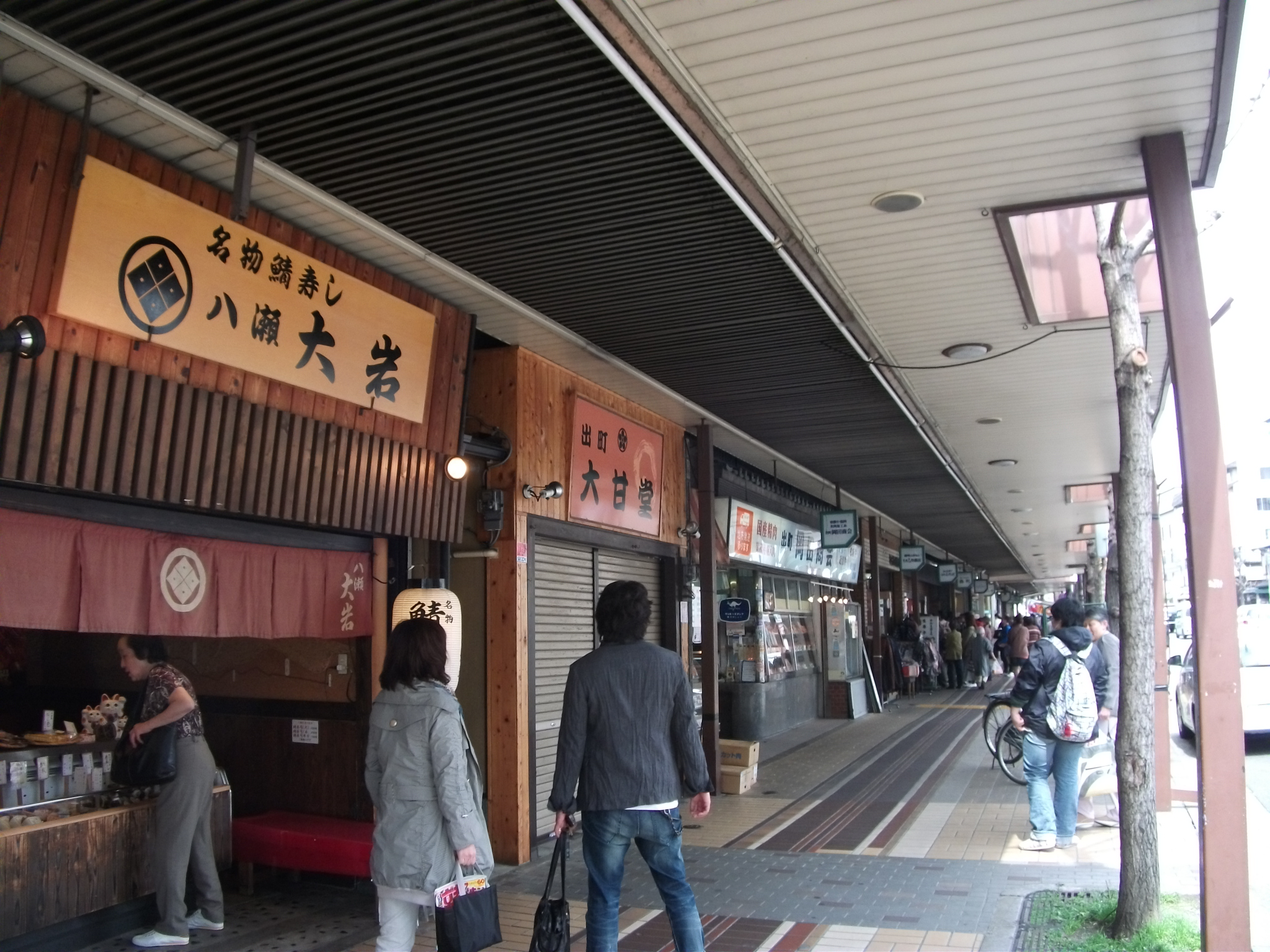
餅屋や鯖寿司の店が並ぶ河原町通沿い

上京区東部。京阪電車・叡山電車出町柳駅から高野川・賀茂川を渡り、西に約200mの位置に入口がある。桝形商店街は河原町通と寺町通の間を東西に伸び、約150m南には今出川通が並行する。京都御苑からもほど近い。鯖街道の終点としても知られ、2002年（平成14年）には賀茂川に架かる出町橋のたもとに「鯖街道終着の地」の碑が建てられた。

## 出町桝形商店街
出町桝形商店街（でまちますがたしょうてんがい）は、出町商店街の一角の桝形通にある全長164mのアーケード商店街であり、食料品店や衣料品店を中心に44店舗が軒を連ねる。
桝形通は以前は出町通と呼ばれ、周辺には公家や学者が多く暮らしていた。江戸時代から明治にかけては醸造業者や砂糖問屋などが存在したが、小売を行う店舗はほとんど見られなかった。1924年（大正13年）頃にこの地に東北市場（のちの出町市場）が開設されると、周辺に食料品店の集積が始まった。
第二次世界大戦後の1948年（昭和23年）頃、法整備により出町繁栄会発足。1961年（昭和36年）には衣料品スーパー「セルフ岸本屋」が開店するなど出町地区の商業の中心となり、八瀬や大原、遠くは滋賀県からも買い物客が訪れるようになった。1974年（昭和49年）にはアーケードの建設が決まり、建設および維持管理を目的として、1977年（昭和52年）4月25日に桝形事業協同組合が設立された。
1991年（平成3年）以降には京都府の基金により御影石の石畳が整備された。鯖街道の終点にあることにちなみ、地元の子供によりサバなどの海の生物が描かれた陶板が埋め込まれている。2008年（平成20年）12月にはアーケードから吊られたサバのモニュメントが造られ、公募により「わかさばちゃん」と名付けられた。
2017年（平成29年）12月28日、出町桝形商店街内に映画館の出町座が開館した。
毎年5月18日の御霊祭では、アーケード内を3基の神輿が通り抜ける。

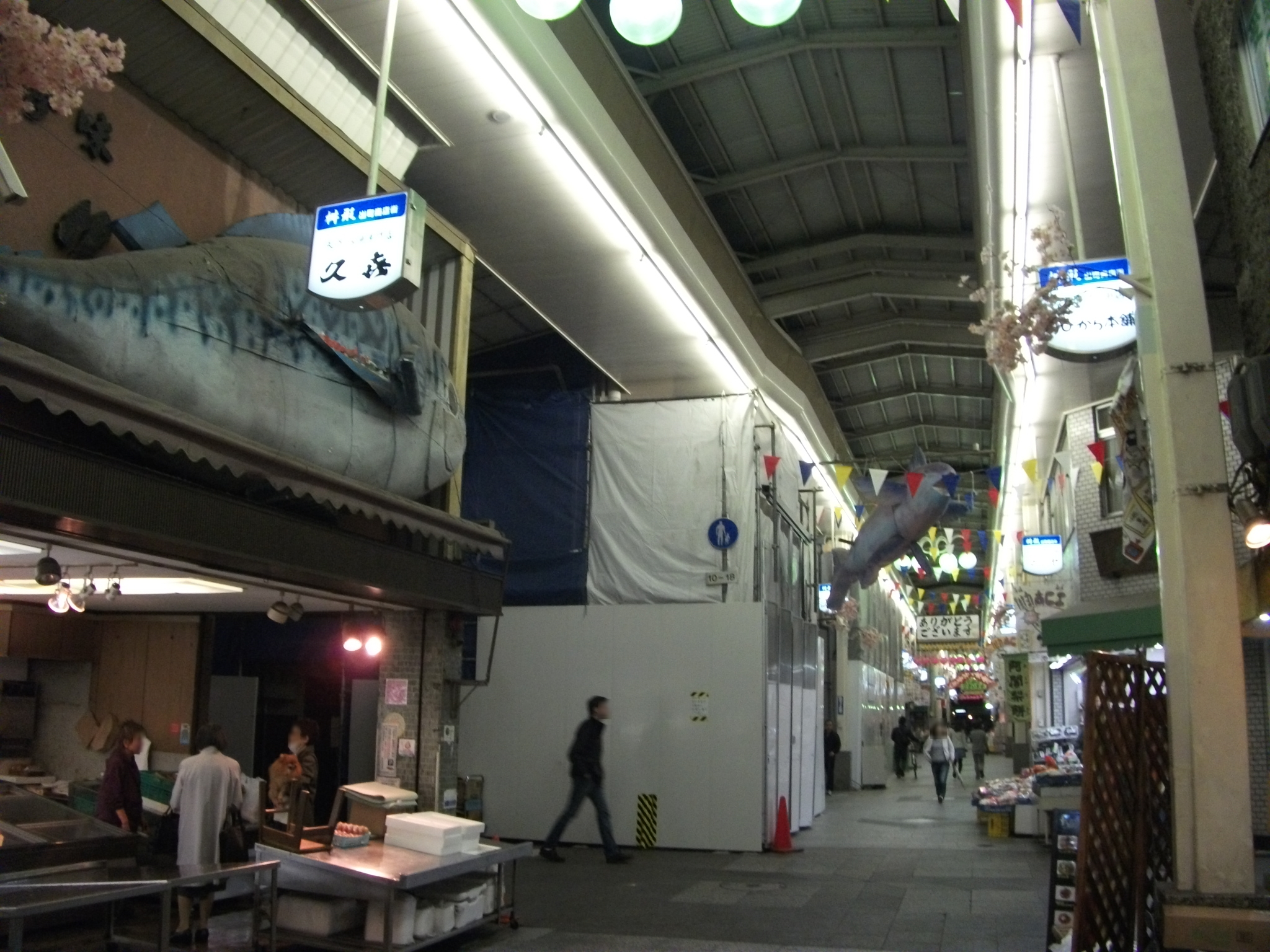
鯖のモニュメント
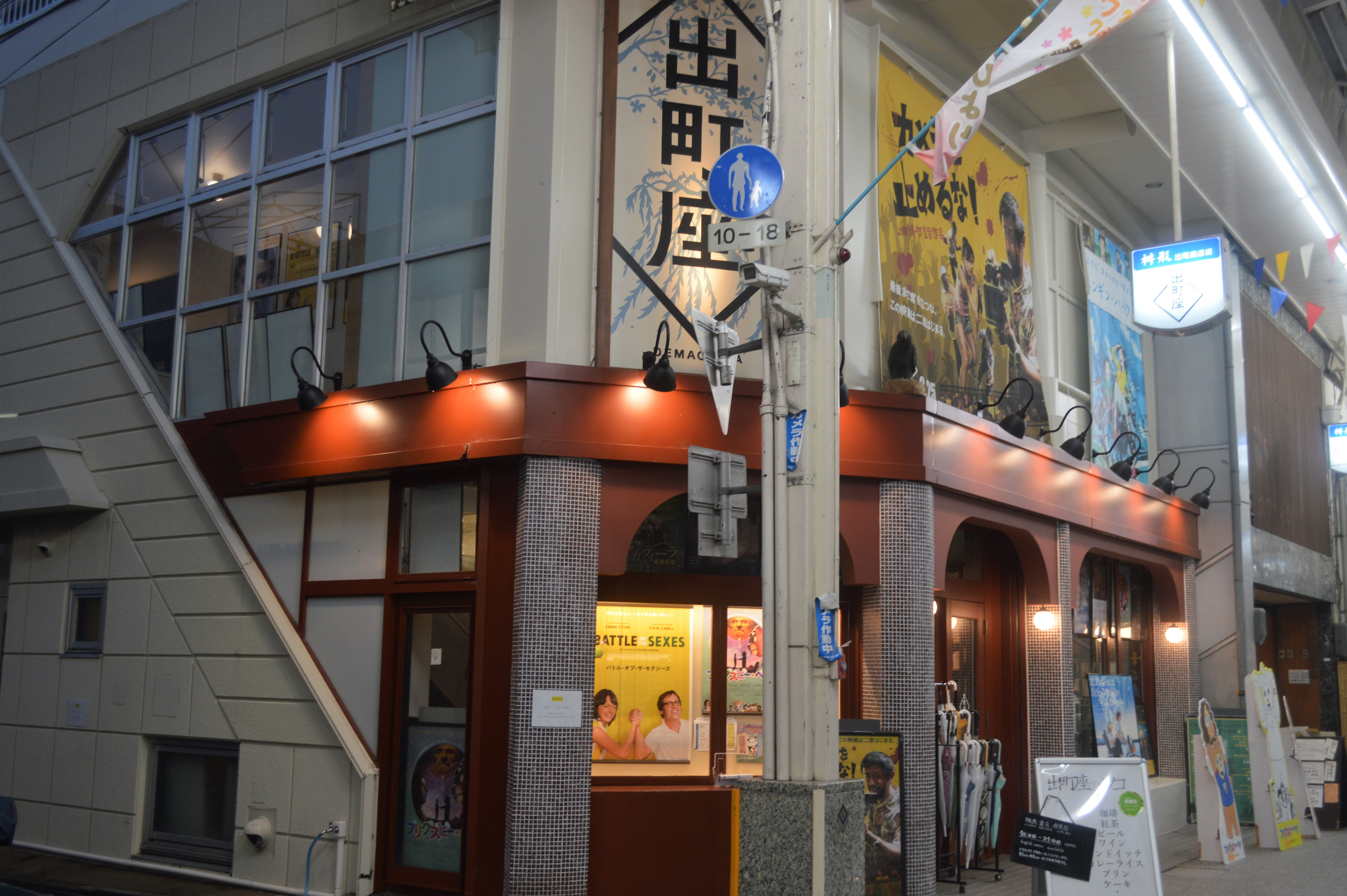
出町座
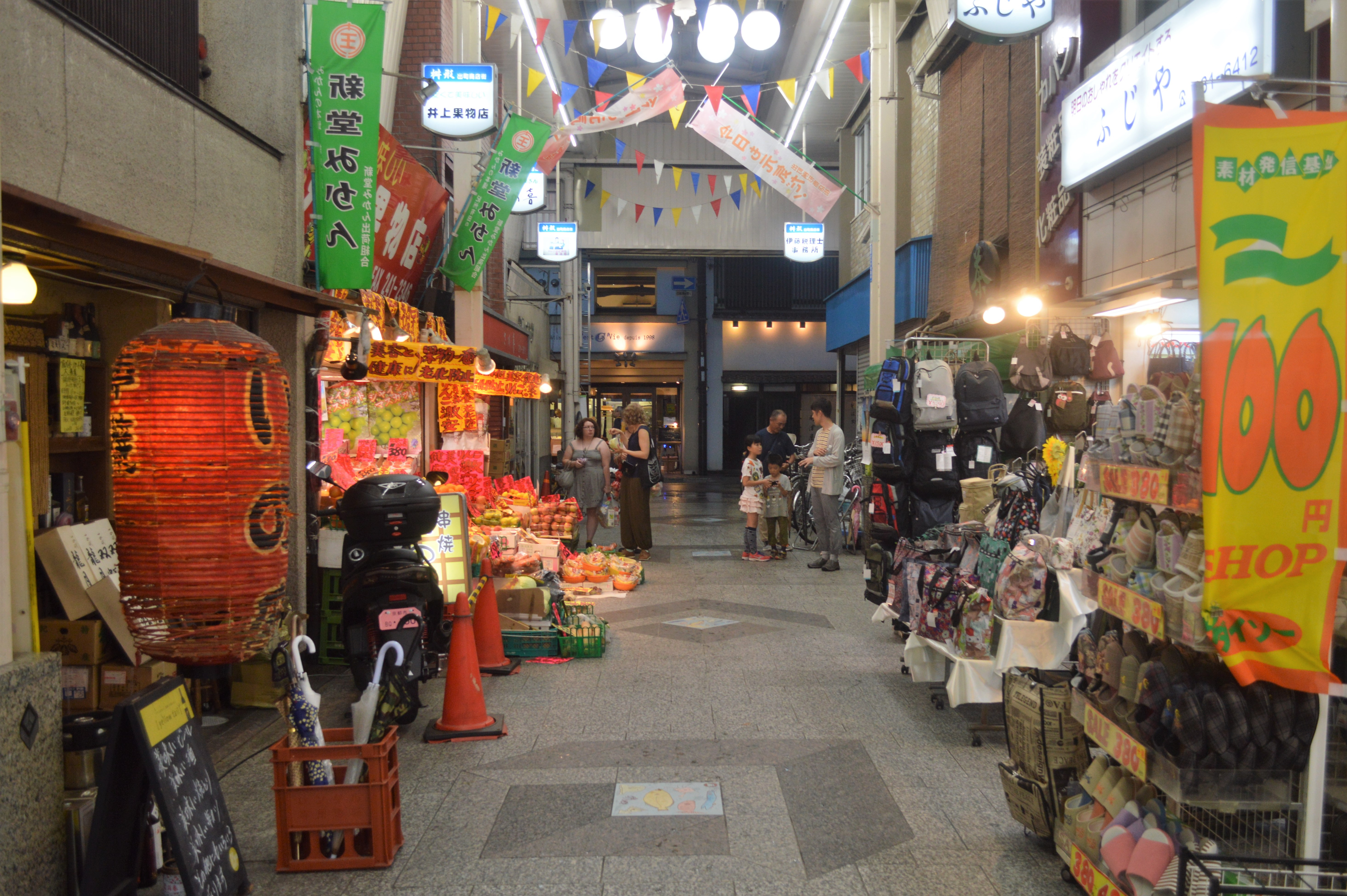
出町桝形商店街内

## 展開

### 加茂川マコト
2011年（平成23年）11月に登場した、出町商店街のマスコット。伝統工芸品のデザインなどを行う下京区の有限会社スギテックによる「ことまきプロジェクト」の制作で、身長150cm、香道の趣味を持つ中学3年生の女の子という設定である。2012年には、加茂川マコトのイメージに近い実在の女性のオーディションを実施。優勝した大学1年生が、イベントなどでPR活動を行う。2013年3月をもって専属契約の終了を発表。翌年の2014年（平成26年）8月13日、萌えキャラ学会の正会員となった。

### たまこまーけっと

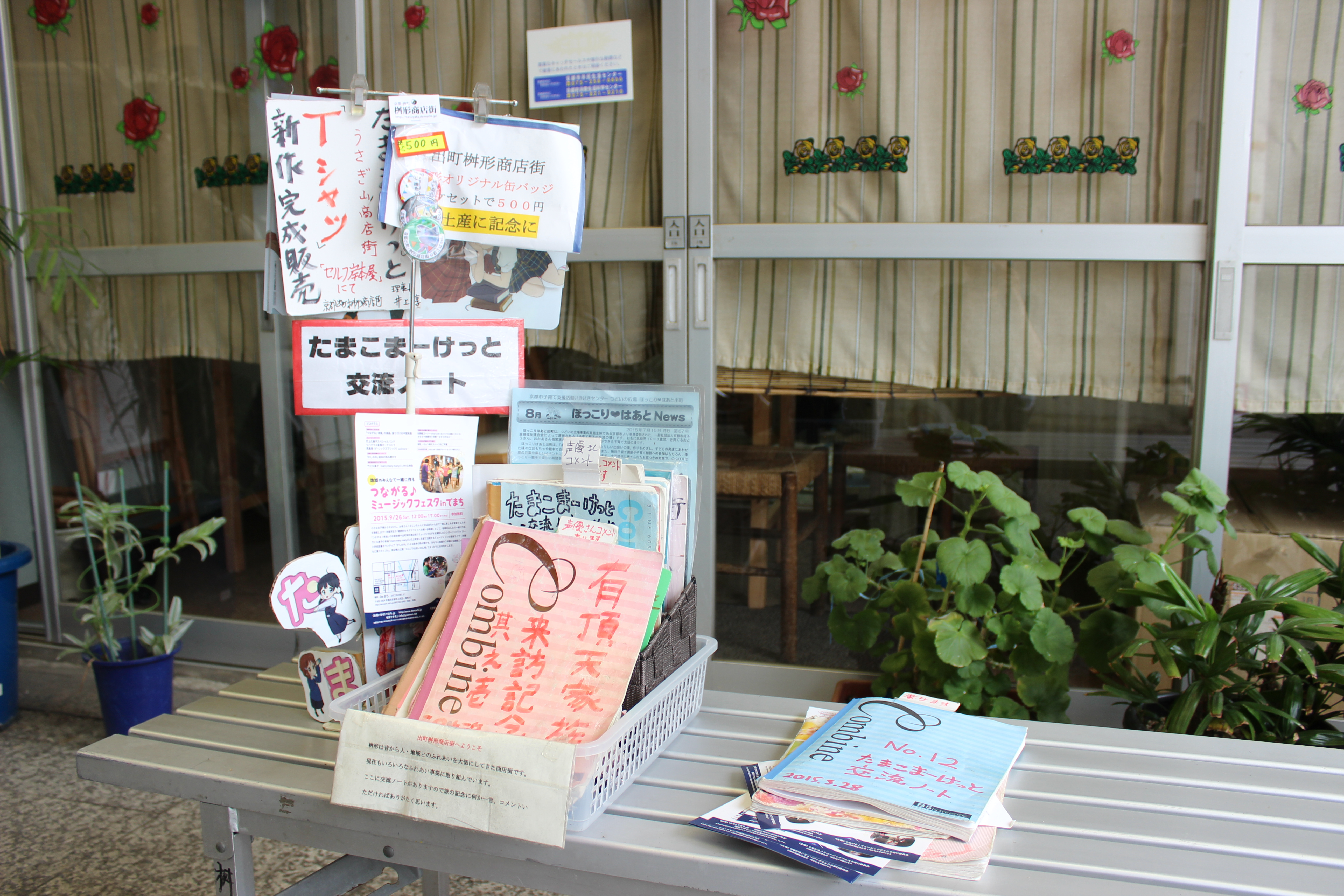
アニメーション「たまこまーけっと」などのためで設立した「交流コーナー」

2013年（平成25年）1月より放送されているテレビアニメ作品『たまこまーけっと』にて、作中の主な舞台となる「うさぎ山商店街」のモデルとして当商店街の一部である出町桝形商店街が採用された。取材協力としてクレジットされている。アニメーション制作は京都アニメーション（宇治市木幡）。ファン有志と商店街の協力によるファン交流ノートも設置されている。